# 最高指導者事務所
最高指導者事務所（さいこうしとうしやじむしょ、アラビア語:   دفتر رهبر جمهوری اسلامی ایران）もしくは最高指導部（さいこうしどうぶ、アラビア語:  دفتر رهبری عالی）、ベイト・ラーバリ（Beit-e Rahbari、アラビア語:  بیت رابری）は、イラン・イスラム共和国の最高指導者の官邸及び最高指導部の事務機能が入る建物。

## 概要
1989年に完成して以来、イラン・イスラム共和国の最高指導者の執務室・会議室・会見場が設置されている。また、最高指導者の補佐機関である最高指導部の本部機能が置かれている。
最高指導者は基本的にベイト・ラーバリから軍事、文化、経済、政治組織に関する命令を伝達し、管理している。